# William Brock (Mathematiker)
William Allen Brock (* 23. Oktober 1941 in Philadelphia) ist ein US-amerikanischer Mathematiker und Wirtschaftswissenschaftler, der als Hochschullehrer an der University of Wisconsin lehrt.

## Leben
Brock graduierte 1965 als Artium Baccalaureus in Mathematik an der University of Missouri. Anschließend wechselte er zum Ph.D.-Studium an die University of California, Berkeley, das er 1969 abschloss. Als Assistant Professor ging er an die University of Rochester, ehe er 1972 als Associate Professor an die University of Chicago wechselte. 1974 folgte er einem Ruf der Cornell University, wo er kurze Zeit später zum ordentlichen Professor aufstieg. 1975 kehrte er einerseits an die University of Chicago zurück, hatte aber zugleich auch einen Lehrauftrag an der University of Wisconsin–Madison. 1984 übernahm er dort den F.P.-Ramsey-Lehrstuhl für Wirtschaftswissenschaften, 1991 die Vilas-Research-Professur.
Brocks Arbeitsschwerpunkt liegt im Bereich der Beschreibung mathematischer Grundlagen in den Wirtschaftswissenschaften. Er ist insbesondere für seine ökonometrischen Ansätze im Bereich des Wirtschaftswachstums bekannt, wobei er teilweise mathematische Verfahren der Chaosforschung anwendet. Zusammen mit Leonard Mirman entwickelte er das von Frank Plumpton Ramsey 1928 in seiner Arbeit „A mathematical theory of saving“ initiierte, von Tjalling Koopmans und David Cass in den 1960er Jahren weiterentwickelte neoklassische Wachstumsmodell weiter, indem die beiden die Entscheidung unter Ungewissheit integrierten. Für die Adaption des derart fortgeführten Modells auf die realwirtschaftlichen Konjunkturzyklen erhielten Edward C. Prescott und Finn E. Kydland 2004 den Wirtschaftsnobelpreis.
Brock ist seit 1974 Fellow der Econometric Society. Seit 1992 ist er Mitglied der American Academy of Arts and Sciences, seit 1998 der National Academy of Sciences. 2009 erhielt er die Ehrendoktorwürde der Universität von Amsterdam.

## Werke
Die folgende Auflistung gibt eine Auswahl von Brocks veröffentlichten Büchern wieder, zudem hat er zahlreiche Zeitschriftenartikel und Arbeitspapiere verfasst.
- mit A.G. Malliaris: Stochastic Methods in Economics and Finance, 1981
- Differential Equations, Stability and Chaos in Dynamic Economics mit A.G. Malliaris, 1989
- mit David A. Hsieh und Blake LeBaron: Nonlinear Dynamics, Chaos, and Instability: Statistical Theory and Economic Evidence, 1991
- Growth Theory, Nonlinear Dynamics and Economic Modelling, 2001